# Обыкновенный капелан
Обыкновенный капелан, или малая тресочка, или сипика, или маленькая тресочка (лат. Trisopterus minutus) — вид морских лучепёрых рыб из семейства тресковых. Распространены в восточной части Атлантического океана. Морские бентопелагические рыбы. Максимальная длина тела 40 см.

## Описание
Тело вытянутое, овальной формы, сужается к хвостовому стеблю, покрыто циклоидной чешуёй. Максимальная высота тела равна или немного меньше длины головы. Нижняя челюсть короче верхней. Глаза большие, их диаметр равен длине рыла. Подбородочный усик хорошо развит. Три спинных плавника, с небольшими промежутками между основаниями. В первом спинном плавнике 13 мягких лучей, во втором — 23—36 мягких лучей и в третьем 22—24. Два анальных плавника, их основания соприкасаются. Основание первого анального плавника длинное, в два раза превышает длину основания первого спинного плавника. Окончания грудных плавников заходят за начало первого анального плавника. В брюшных плавниках есть удлинённые лучи. Хвостовой плавник с небольшой выемкой. Боковая линия полная, тянется от головы до хвостового стебля. На голове есть поры боковой линии.
Верхняя часть тела коричневато-жёлтая, нижняя часть тела несколько бледнее. У основания грудного плавника тёмное пятно.
Максимальная длина тела 40 см, обычно около 20 см.

## Биология
Морские бентопелагические стайные рыбы. Обитают над песчаными и илистыми грунтами на глубине от 0 до 440 м. Питаются ракообразными, мелкими рыбами и полихетами. Впервые созревают в возрасте 1 года. В Ла-Манше нерестятся в феврале — марте. Максимальная продолжительность жизни 5 лет.

## Ареал
Распространены в восточной части Атлантического океана от Норвегии и Фарерских островов до Марокко. Популяция в Средиземном море ранее рассматривалась как подвид Trisopterus minutus capelanus, позднее выделена в самостоятельный вид.